# Atak na obóz rzymski w Bonn
Atak na obóz rzymski w Bonn – incydent zbrojny w czasie powstania Batawów, który miał miejsce w roku 70.  
Po pokonaniu Juliusza Cywilisa w Vadzie generał Kwintus Cerialis skierował się ze swoimi siłami do Bonn, gdzie zarządził parę dni odpoczynku. Kwaterę Cerialisa stanowił jeden z wyciągniętych na brzeg okrętów germańskich, służących do patrolowania Renu.
Nocą obóz stał się celem ataku Germanów, którzy na małych łódkach niezauważalnie przeprawili się na drugi brzeg rzeki. Po zabiciu śpiących wartowników napastnicy po cichu wtargnęli do obozu. Tutaj przecięli linki w kilku większych namiotach, powodując ich zawalenie na przebywających wewnątrz śpiących legionistów. Następnie, używając mieczy, Germanie przebijali płótna, zadając straty Rzymianom. Równocześnie druga grupa Germanów zaatakowała okręty na brzegu w tym kwaterę Cerialisa. Generała nie było wewnątrz, gdyż w tym samym czasie spędzał noc u jednej z germańskich kobiet. Wykorzystując panikę, jaka zapanowała w obozie, Germanie wycofali się, zabierając ze sobą kilka okrętów.
Sukces Cywilisa okazał się ostatnim jego zwycięskim starciem w powstaniu. Kilka tygodni później Cerialis z Cywilisem zawarli na specjalnie ku temu wybudowanym moście na Renie umowę. Pod gwarancją zachowania życia Cywilis zgodził się na kapitulację. Prawdopodobnie resztę życia spędził w areszcie domowym w Rawennie. Batawowie zachowali zwolnienie od podatków w zamian dostarczając Rzymianom pomocnicze oddziały do fortów w Brytanii oraz nad Dunajem.  